# Médaille Carnegie
La médaille Carnegie (en anglais : Carnegie Medal in Literature) est une récompense britannique créée en 1936 en l'honneur du philanthrope écossais Andrew Carnegie. Elle est décernée à des œuvres de littérature pour enfants ou jeunes adultes. Les livres en lice doivent être rédigés en anglais et avoir été publiés au Royaume-Uni l'année précédente. Le jury est composé de treize bibliothécaires pour la jeunesse du Youth Libraries Group of Chartered Institute of Library and Information Professionals (CILIP). Les livres candidats sont également lus par des étudiants de nombreuses écoles qui envoient leur avis aux jurés. Le CILIP reconnaît également l'excellence dans l'illustration avec la Kate Greenaway Medal
La récompense est annoncée en juin, l'année suivant celle de la publication. Le lauréat reçoit une médaille en or et un équivalent de 500 £ en livres à offrir à une bibliothèque publique ou scolaire. D'après les règles originales, un auteur ne pouvait gagner la médaille Carnegie qu'une seule fois. Cette règle a été changée de manière à pouvoir prendre en considération les travaux ultérieurs du même auteur.

## Lauréats
| Année                                                                                           | Auteur                                                       | Titre | Éditeur                                            |
| ----------------------------------------------------------------------------------------------- | ------------------------------------------------------------ | --- | -------------------------------------------------- |
| 2024                                                                                            | Joseph Coelho                                                | The Boy Lost in the Maze                                                                                     | Otter-Barry Books                                  |
| 2023                                                                                            | Manon Steffan Ros                                            | The Blue Book of Nebo                                                                                        | Firefly Press                                      |
| 2022                                                                                            | Katya Balen                                                  | October, October                                                                                             | Bloomsbury Children's                              |
| 2021                                                                                            | Jason Reynolds (en)                                          | Look Both Ways                                                                                               | Knights Of                                         |
| 2020                                                                                            | Anthony McGowan                                              | Lark | Barrington Stoke                                   |
| 2019                                                                                            | Elizabeth Acevedo                                            | Signé Poète X (The Poet X)                                                                                   | HarperTeen                                         |
| 2018                                                                                            | Geraldine McCaughrean                                        | Where the World Ends                                                                                         | Usborne Publishing                                 |
| 2017                                                                                            | Ruta Sepetys                                                 | Le Sel de nos larmes (Salt to the Sea)                                                                       | Penguin Books                                      |
| 2016                                                                                            | Sarah Crossan                                                | Inséparables (One)                                                                                           | Bloomsbury Children's                              |
| 2015                                                                                            | Tanya Landman                                                | Buffalo Soldier                                                                                              | Walker Books                                       |
| 2014                                                                                            | Kevin Brooks                                                 | Captifs (The Bunker Diary)                                                                                   | Penguin Books                                      |
| 2013                                                                                            | Sally Gardner                                                | Une planète dans la tête (Maggot Moon)                                                                       | Hot Key Books                                      |
| 2012                                                                                            | Patrick Ness illustré par Jim Kay                            | Quelques minutes après minuit (A Monster Calls)                                                              | Walker Books                                       |
| 2011                                                                                            | Patrick Ness                                                 | Le Chaos en marche, III : La Guerre du Bruit (Monsters of Men)                                               | Walker Books                                       |
| 2010                                                                                            | Neil Gaiman deux illustrateurs                               | L'Étrange Vie de Nobody Owens (The Graveyard Book)                                                           | Bloomsbury                                         |
| 2009                                                                                            | Siobhan Dowd                                                 | La Parole de Fergus (Bog Child)                                                                              | David Fickling                                     |
| 2008                                                                                            | Philip Reeve                                                 | Arthur, l'autre légende (Here Lies Arthur)                                                                   | Scholastic                                         |
| 2007                                                                                            | Meg Rosoff                                                   | Si jamais (Just in Case)                                                                                     | Penguin                                            |
| 2006 L'année du prix est l'année de publication avant 2006, l'année de présentation après 2006. |                                                              | |                                                    |
| 2005                                                                                            | Mal Peet                                                     | Tamar | Walker Books                                       |
| 2004                                                                                            | Frank Cottrell Boyce                                         | Millions (Millions)                                                                                          | Macmillan                                          |
| 2003 *                                                                                          | Jennifer Donnelly                                            | A Gathering Light                                                                                            | Bloomsbury                                         |
| 2002                                                                                            | Sharon Creech                                                | Ruby Holler                                                                                                  | Bloomsbury                                         |
| 2001                                                                                            | Terry Pratchett                                              | Le Fabuleux Maurice et ses rongeurs savants (The Amazing Maurice and his Educated Rodents)                   | Doubleday                                          |
| 2000                                                                                            | Beverley Naidoo                                              | The Other Side of Truth                                                                                      | Puffin                                             |
| 1999                                                                                            | Aidan Chambers                                               | Postcards from No Man's Land                                                                                 | Bodley Head                                        |
| 1998 *                                                                                          | David Almond illus. Adam Fisher                              | Skellig (Skellig)                                                                                            | Hodder & Stoughton                                 |
| 1997                                                                                            | Tim Bowler                                                   | Le Garçon de la rivière (River Boy)                                                                          | Oxford                                             |
| 1996 *                                                                                          | Melvin Burgess                                               | Junk (Junk)                                                                                                  | Andersen Press                                     |
| 1995 *                                                                                          | Philip Pullman                                               | Les Royaumes du Nord (Northern Lights)                                                                       | Scholastic                                         |
| 1994                                                                                            | Theresa Breslin                                              | Whispers in the Graveyard                                                                                    | Methuen                                            |
| 1993                                                                                            | Robert Swindells                                             | Sans abri (Stone Cold)                                                                                       | H Hamilton                                         |
| 1992                                                                                            | Anne Fine                                                    | Bébés de farine (Flour Babies)                                                                               | H Hamilton                                         |
| 1991                                                                                            | Berlie Doherty                                               | Cher inconnu (Dear Nobody)                                                                                   | H Hamilton                                         |
| 1990                                                                                            | Gillian Cross                                                | Wolf | Oxford                                             |
| 1989                                                                                            | Anne Fine                                                    | Goggle-Eyes                                                                                                  | H Hamilton                                         |
| 1988                                                                                            | Geraldine McCaughrean                                        | A Pack of Lies                                                                                               | Oxford                                             |
| 1987                                                                                            | Susan Price                                                  | The Ghost Drum                                                                                               | Faber                                              |
| 1986                                                                                            | Berlie Doherty                                               | Granny Was a Buffer Girl                                                                                     | Methuen                                            |
| 1985 *                                                                                          | Kevin Crossley-Holland illus. Alan Marks                     | Le Cavalier Tempête (Storm)                                                                                  | Heinemann                                          |
| 1984                                                                                            | Margaret Mahy                                                | The Changeover                                                                                               | J.M. Dent                                          |
| 1983                                                                                            | Jan Mark illus.                                              | Handles | Kestrel                                            |
| 1982                                                                                            | Margaret Mahy                                                | The Haunting                                                                                                 | J.M. Dent                                          |
| 1981                                                                                            | Robert Westall                                               | The Scarecrows                                                                                               | Chatto & Windus                                    |
| 1980                                                                                            | Peter Dickinson illus. Michael Foreman                       | La Ville d'or et autres récits de l'Ancien Testament (City of Gold and other stories from the Old Testament) | Gollancz                                           |
| 1979                                                                                            | Peter Dickinson                                              | Tulku | Gollancz                                           |
| 1978                                                                                            | David Rees                                                   | The Exeter Blitz                                                                                             | H Hamilton                                         |
| 1977                                                                                            | Gene Kemp illus.                                             | Le terrible trimestre de Gus (The Turbulent Term of Tyke Tiler)                                              | Faber                                              |
| 1976                                                                                            | Jan Mark illus.                                              | Thunder and Lightnings                                                                                       | Kestrel                                            |
| 1975 *                                                                                          | Robert Westall                                               | The Machine Gunners                                                                                          | Macmillan                                          |
| 1974                                                                                            | Mollie Hunter                                                | The Stronghold                                                                                               | H Hamilton                                         |
| 1973                                                                                            | Penelope Lively illus.                                       | Le fantôme de Thomas Kempe (The Ghost of Thomas Kempe)                                                       | Heinemann                                          |
| 1972                                                                                            | Richard Adams                                                | Les Garennes de Watership Down ( Watership Down)                                                             | Rex Collings                                       |
| 1971                                                                                            | Ivan Southall                                                | Josh | Angus & Robertson                                  |
| 1970                                                                                            | Leon Garfield et Edward Blishen illustré par Charles Keeping | The God Beneath the Sea                                                                                      | Longman                                            |
| 1969                                                                                            | K. M. Peyton illus.                                          | The Edge of the Cloud                                                                                        | Oxford                                             |
| 1968                                                                                            | Rosemary Harris                                              | The Moon in the Cloud                                                                                        | Faber                                              |
| 1967 *                                                                                          | Alan Garner                                                  | The Owl Service                                                                                              | Collins                                            |
| 1966                                                                                            | — Prix non décerné faute de livre digne d'être élu           | — Prix non décerné faute de livre digne d'être élu                                                           | — Prix non décerné faute de livre digne d'être élu |
| 1965                                                                                            | Philip Turner illus.                                         | The Grange at High Force                                                                                     | Oxford                                             |
| 1964                                                                                            | Sheena Porter illus.                                         | Nordy Bank                                                                                                   | Oxford                                             |
| 1963                                                                                            | Hester Burton illus.                                         | Time of Trial                                                                                                | Oxford                                             |
| 1962                                                                                            | Pauline Clarke illus.                                        | The Twelve and the Genii                                                                                     | Faber                                              |
| 1961                                                                                            | Lucy M. Boston illus.                                        | A Stranger at Green Knowe                                                                                    | Faber                                              |
| 1960                                                                                            | Ian Wolfram Cornwall illus. Marjorie Maitland Howard         | The Making of Man                                                                                            | Phoenix House                                      |
| 1959                                                                                            | Rosemary Sutcliff illus.                                     | The Lantern Bearers                                                                                          | Oxford                                             |
| 1958 *                                                                                          | Philippa Pearce illus.                                       | Tom et le jardin de minuit (Tom's Midnight Garden)                                                           | Oxford                                             |
| 1957                                                                                            | William Mayne illus.                                         | A Grass Rope                                                                                                 | Oxford                                             |
| 1956                                                                                            | C. S. Lewis illus.                                           | La Dernière Bataille (The Last Battle)                                                                       | Bodley Head                                        |
| 1955                                                                                            | Eleanor Farjeon illus.                                       | The Little Bookroom                                                                                          | Oxford                                             |
| 1954                                                                                            | Ronald Welch (Felton Ronald Oliver) illus.                   | Knight Crusader                                                                                              | Oxford                                             |
| 1953                                                                                            | Edward Osmond illus. par l'auteur                            | A Valley Grows Up                                                                                            | Oxford                                             |
| 1952 *                                                                                          | Mary Norton illus.                                           | Les Chapardeurs (The Borrowers)                                                                              | J.M. Dent                                          |
| 1951                                                                                            | Cynthia Harnett illus. par l'auteur                          | The Wool-Pack                                                                                                | Methuen                                            |
| 1950                                                                                            | Elfrida Vipont illus.                                        | The Lark on the Wing                                                                                         | Oxford                                             |
| 1949                                                                                            | Agnes Allen illus. Agnes et Jack Allen                       | The Story of Your Home                                                                                       | Faber                                              |
| 1948                                                                                            | Richard Armstrong illus.                                     | Sea Change                                                                                                   | J.M. Dent                                          |
| 1947                                                                                            | Walter de la Mare illus.                                     | Collected Stories for Children                                                                               | Faber                                              |
| 1946                                                                                            | Elizabeth Goudge illus.                                      | Le Cheval d'argent (The Little White Horse)                                                                  | University of London                               |
| 1945                                                                                            | — Prix non décerné faute de livre digne d'être élu           | — Prix non décerné faute de livre digne d'être élu                                                           | — Prix non décerné faute de livre digne d'être élu |
| 1944                                                                                            | Eric Linklater illus.                                        | The Wind on the Moon                                                                                         | Macmillan                                          |
| 1943                                                                                            | — Prix non décerné faute de livre digne d'être élu           | — Prix non décerné faute de livre digne d'être élu                                                           | — Prix non décerné faute de livre digne d'être élu |
| 1942                                                                                            | BB (D. J. Watkins-Pitchford) illus. par l'auteur             | The Little Grey Men                                                                                          | Eyre & Spottiswoode                                |
| 1941                                                                                            | Mary Treadgold illus.                                        | We Couldn't Leave Dinah                                                                                      | Jonathan Cape                                      |
| 1940                                                                                            | Kitty Barne illus.                                           | Visitors from London                                                                                         | J.M. Dent                                          |
| 1939                                                                                            | Eleanor Doorly illus.                                        | The Radium Woman                                                                                             | Heinemann                                          |
| 1938                                                                                            | Noel Streatfeild illus.                                      | The Circus Is Coming                                                                                         | J.M. Dent                                          |
| 1937 *                                                                                          | Eve Garnett illus. par l'auteur                              | The Family from One End Street                                                                               | Frederick Muller                                   |
| 1936                                                                                            | Arthur Ransome illus. par l'auteur                           | Pigeon Post                                                                                                  | Jonathan Cape                                      |

* nommé comme faisant partie de la liste des dix meilleurs établie en 2007 pour le soixante-dixième anniversaire